# Sedderopsis capensis
Sedderopsis capensis là một loài thực vật có hoa trong họ Bìm bìm. Loài này được (E. Mey. ex Choisy) Roberty miêu tả khoa học đầu tiên năm 1952.